# Tresor de Pietroasele

El tresor de Pietroasele o de Petrossa trobat a Pietroasele, Buzău, Romania, el 1837, és un tresor gòtic de finals del segle IV que incloïa vint-i-dos objectes d'or, entre els exemples més famosos de l'estil policromat de l'art del període migratori. De les vint-i-dues peces, només n’han conservat dotze, conservades al Museu Nacional d'Història de Romania a Bucarest: una gran fíbula amb cap d’àguila i tres més petites incrustades amb pedres semiprecioses; una pàtera, o plat de sacrifici rodó, modelat amb figures òrfiques envolten una deessa tridimensional asseguda al centre; una copa de dotze cares, un anell amb una inscripció rúnica gòtica, una safata gran, altres dos collarets i un càntir.

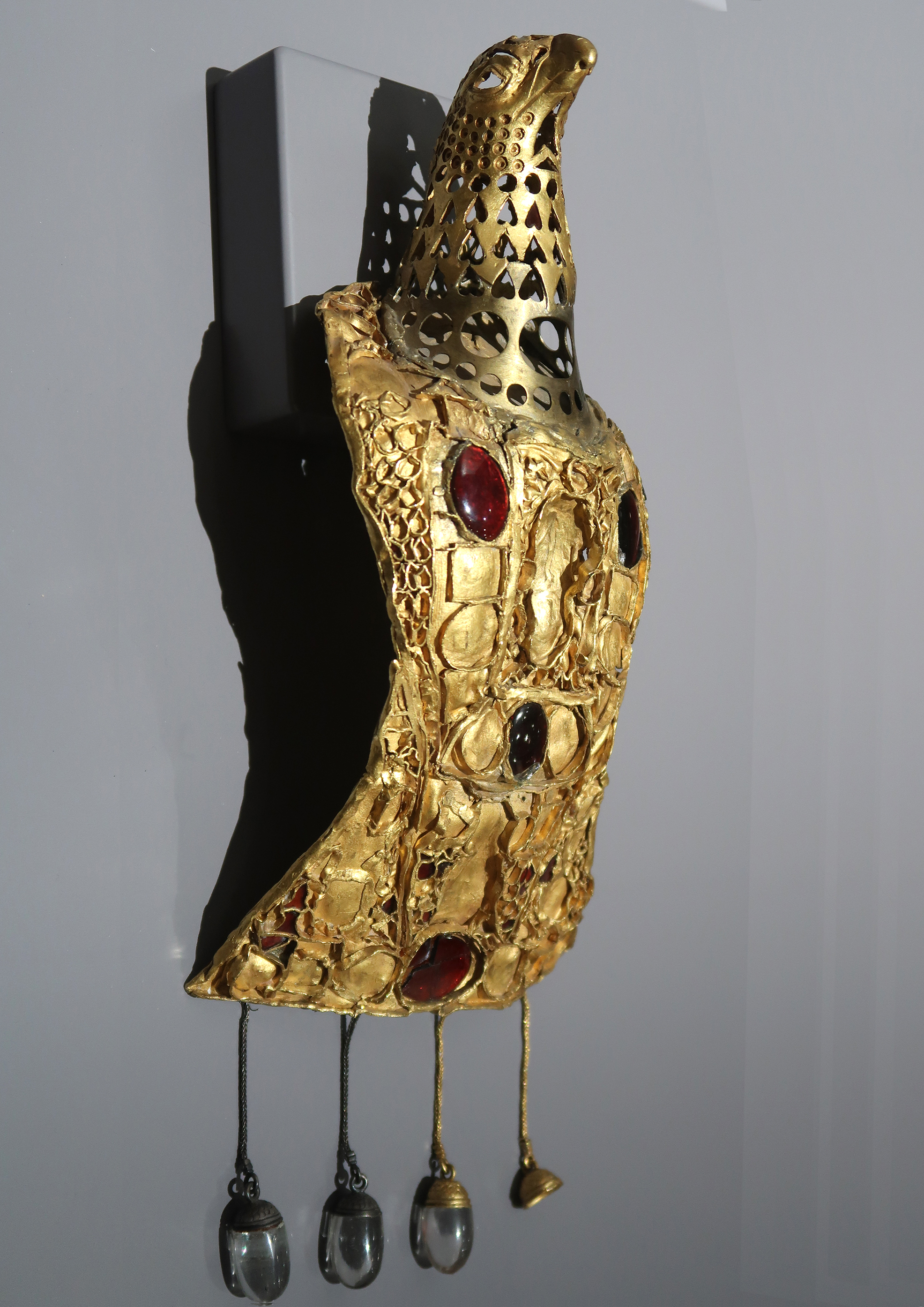
Fíbula en forma d’àguila

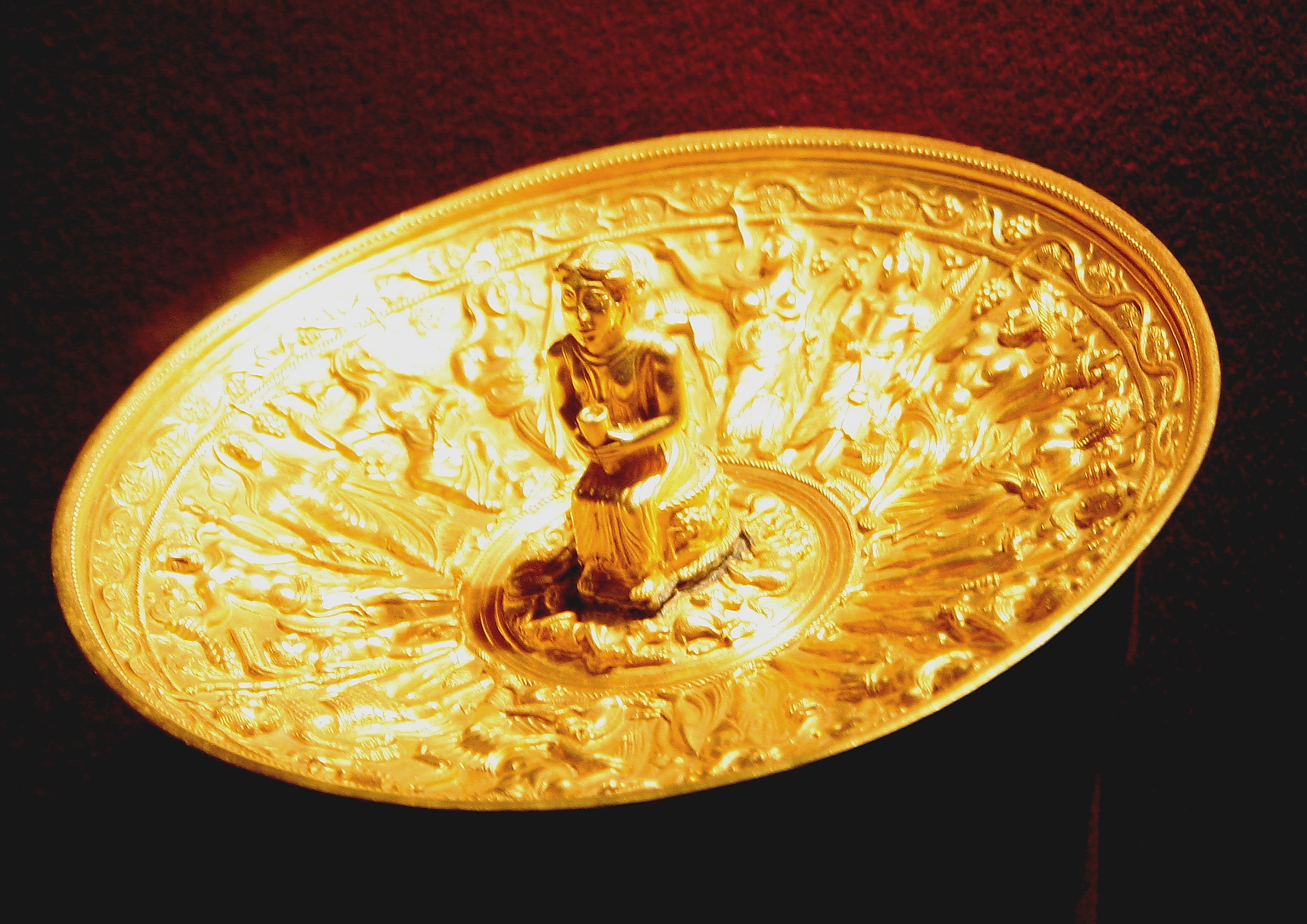
La pàtera d’or

Els seus múltiples estils s'hi compten xinesos a les sivelles del cinturó, hel·lenístics als bols daurats, motius sassànides a les cistelles i modes germàniques a les peronetes. Són característiques de la perspectiva cosmopolita de la cultura Cernjachov en una regió sense límits topogràfics definits.
Quan Alexandru Odobescu publicar el seu llibre sobre el tresor va considerar que una obra tan magnífica només podia pertànyer a Atanaric (mort el 381), líder dels tervings, un poble gòtic. Els arqueòlegs moderns no poden connectar el tresor amb un nom tan glamurós.
El tresor va ser enviat a Rússia el desembre de 1916, a mesura que els exèrcits alemanys avançaven per Romania durant la Primera Guerra Mundial. No es van retornar fins al 1956.
Una anàlisi atòmica del tresor d'or de Pietroasele ha conclòs que des del punt de vista de les concentracions d'Ir / Au, Cu / Au i Ag / Au, els motius dels varis estils es van fer al mateix temps. Almenys a partir de les dades de concentració d'iridi, la suposició d’una procedència dàcia de la matèria primera d’acaparament és altament improbable, ja que la hipòtesi de que les monedes d’or imperials romanes s’utilitzessin per a la fabricació d’artefactes de Pietroasa no encaixa amb les concentracions elementals.

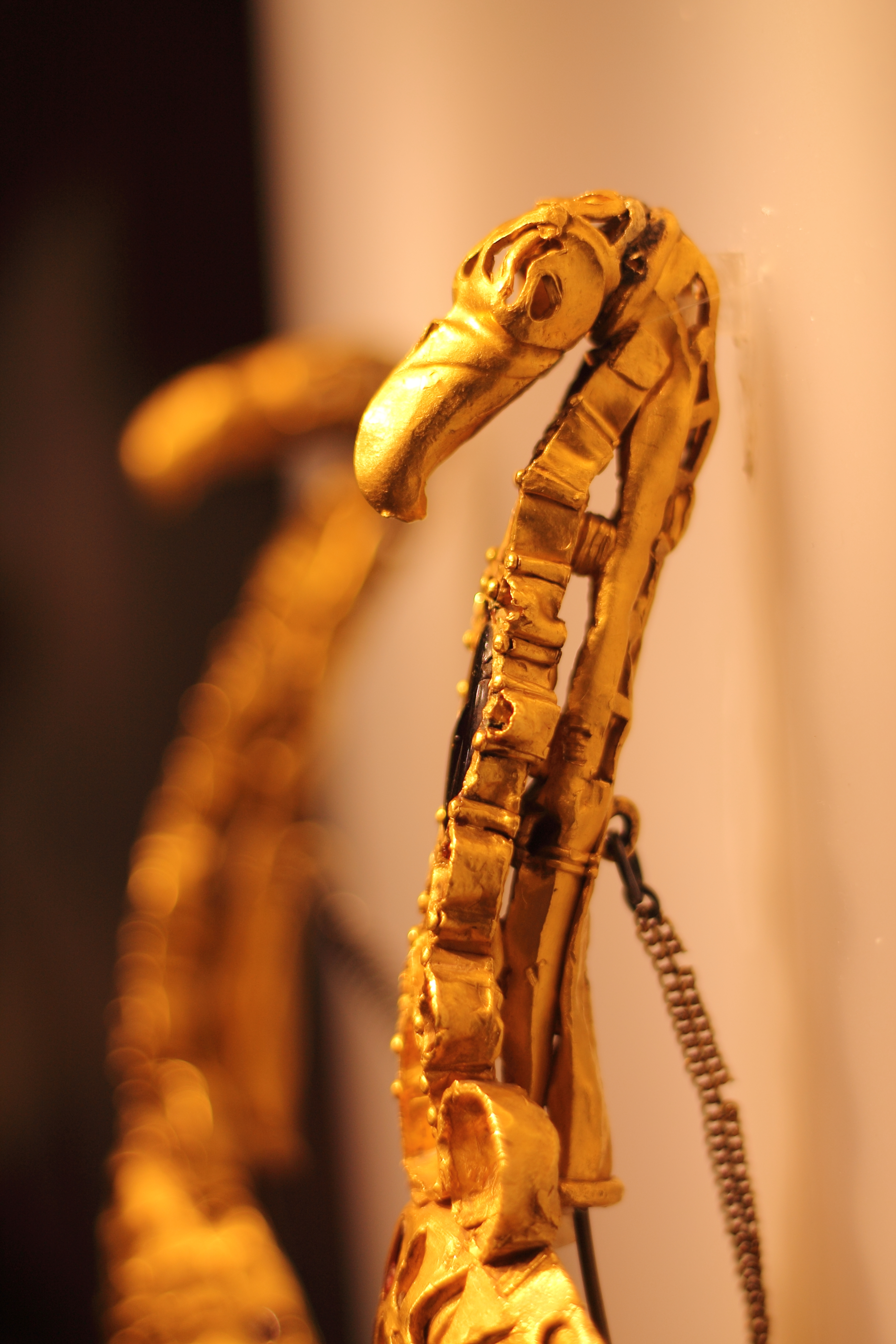
Fíbules mitjanes en forma d’àguila, usades per parelles per dones gòtiques